# Équipe cycliste Tusnad
L'équipe cycliste Tusnad est une équipe cycliste roumaine participant aux circuits continentaux de cyclisme et en particulier l'UCI Europe Tour. Elle a la particularité d'accueillir et d'encadrer des coureurs handicapés ainsi Carol-Eduard Novak est amputé d'une jambe. En 2010, l'équipe compte trois sportifs handisport.

## Classements UCI
Depuis 2009, l'équipe participe aux circuits continentaux et principalement à des épreuves de l'UCI Europe Tour. Le tableau ci-dessous présente les classements de l'équipe sur les différents circuits, ainsi que son meilleur coureur au classement individuel.
UCI Africa Tour
| Saison | Classement par équipes | Meilleur coureur au classement individuel |
| ------ | ---------------------- | ----------------------------------------- |
| 2010   | 14e                    | Andrea Pinos (163e)                       |

UCI America Tour
| Saison | Classement par équipes | Meilleur coureur au classement individuel |
| ------ | ---------------------- | ----------------------------------------- |
| 2013   | 34e                    | Facundo Lezica (204e)                     |

UCI Asia Tour
| Saison | Classement par équipes | Meilleur coureur au classement individuel |
| ------ | ---------------------- | ----------------------------------------- |
| 2012   | 67e                    | Matija Kvasina (313e)                     |

UCI Europe Tour
| Saison | Classement par équipes | Meilleur coureur au classement individuel |
| ------ | ---------------------- | ----------------------------------------- |
| 2009   | 77e                    | Serghei Țvetcov (447e)                    |
| 2010   | 73e                    | Bruno Rizzi (331e)                        |
| 2011   | 75e                    | Georgi Georgiev Petrov (261e)             |
| 2012   | 33e                    | Matija Kvasina (59e)                      |
| 2013   | 40e                    | Ivan Stević (61e)                         |
| 2014   | 91e                    | Alexandr Braico (340e)                    |

## Principales victoires
- Championnats de Hongrie sur route : 1
  - Course en ligne espoirs : 2015 (Ábel Kenyeres)
- Championnats de Moldavie sur route : 4
  - Course en ligne : 2013 (Alexandr Braico)
  - Contre-la-montre : 2011, 2012 et 2013 (Sergiu Cioban)
- Championnats de Roumanie sur route : 4
  - Course en ligne espoirs : 2015 (Vlad-Nicolae Dobre) et 2016 (Emil Dima)
  - Contre-la-montre espoirs : 2015 (Nicola Andrei Barbu) et 2016 (Emil Dima)
- Championnats de Serbie sur route : 1
  - Course en ligne : 2013 (Ivan Stević)

## Tusnad en 2017[4]

### Effectif
| Cycliste | Date de naissance | Nationalité | Équipe 2016 |
| -------- | ----------------- | ----------- | ----------- |

### Victoires
| Date | Course | Pays | Classe | Vainqueur |
| ---- | ------ | ---- | ------ | --------- |